# Barocci (cognome)
Barocci è un cognome di lingua italiana.

## Varianti
Il cognome non presenta varianti.

## Origine e diffusione
Cognome tipicamente romagnolo e marchigiano, è presente anche a Roma.
Potrebbe derivare dal termine baroccio, "carretto", o dal termine latino birotius, "dotato di due ruote".
In Italia conta circa 200 presenze.

## Persone
- Federico Barocci – pittore italiano